# Mycomya aneura
Mycomya aneura är en tvåvingeart som beskrevs av Vaisanen 1984. Mycomya aneura ingår i släktet Mycomya och familjen svampmyggor.
Artens utbredningsområde är Ontario. Inga underarter finns listade i Catalogue of Life.